# کلیولند (داکوتای شمالی)
کلیولند(به انگلیسی: Cleveland) شهری در ایالت داکوتای شمالی کشور ایالات متحده آمریکا است که جمعیت آن در سرشماری سال ۲۰۱۰ میلادی، ۸۳ نفر بوده‌است.